# Luís Gonzaga das Virgens
Luis Gonzaga das Virgens e Veiga foi um soldado baiano (Salvador, 1762 — Salvador, 8 de novembro de 1799). Participante da conjuração baiana que acabou sendo executado por enforcamento em 8 de novembro de 1799 por ter ido contra o governo.
Um dos líderes da Conjuração Baiana, revolta de caráter popular, ocorrida em Salvador, em 1798, contra o sistema colonial português, conhecida também como Revolta dos Alfaiates. Nascido em Salvador, aos 20 anos entra para a força pública, sendo destacado para servir na Companhia de Granadeiros do 1º Regimento.
Deserta, pela primeira vez, em outubro de 1786, regressando para a tropa quatro anos depois. Abandona o regimento 20 dias mais tarde, mas volta novamente. É perdoado pelo governador dom Fernando José. A terceira deserção acontece em abril de 1791. Foge para o Rio Grande do Norte, onde conhece Manoel João da Silva, comerciante e letrado português, que o ensina latim e rudimentos de cirurgia.
Em julho de 1792, é preso e levado a Salvador. Depois de alguns meses no cárcere, é julgado no Conselho de Guerra, aceita sua culpa e é condenado a seis anos de trabalhos forçados. É perdoado mais uma vez pelo governador e entre 1793 e 1798 continua na força pública. Mulato e neto de escrava, é preterido nas promoções.
Cada vez mais isolado dos companheiros de caserna, passa por algumas fases místicas e começa a participar das reuniões secretas que originam a Conjuração Baiana. Acusado de ser um dos autores dos folhetos clandestinos que surgem na cidade, proclamando a República Baiense, é condenado à morte e enforcado.